# ویلیام آلوز (بازیکن فوتبال، زاده ۱۹۸۶)
ویلیام روخا آلوز (به پرتغالی: William Rocha Alves) مدافع اهل برزیل است که در شهر کمپیناس و در تاریخ ۷ مهٔ ۱۹۸۶ به دنیا آمده‌است. ویلیام آلوز در تیم‌های فوتبال Portuguesa سابقهٔ حضور دارد.